# Aurelio Arteta
Aurelio Bibiano de Arteta y Errasti (2. prosince 1879 Bilbao – 10. listopadu 1940 Ciudad de México) byl španělský malíř baskického původu.

## Život
Pocházel z rodiny železničního dělníka, vyrůstal ve Valladolidu, kde se rozhodl věnovat výtvarnému umění. Studoval na madridské výtvarné akademii, pro nedostatek financí si musel přivydělávat jako malíř pokojů, retušér i divadelní klaka. Díky stipendiu krajské rady si pak mohl doplnit vzdělání v Paříži a v Itálii, kde se seznámil s pracemi renesančních mistrů. Po návratu do Bilbaa otevřel v roce 1906 vlastní ateliér a vystavoval v Delclauxově galerii, byl zakladatelem Sdružení baskických umělců. Jeho malířský styl ovlivnili Pierre Puvis de Chavannes, Albert Baertsoen a Henri de Toulouse-Lautrec. Na svých obrazech melancholickým štětcem zachycoval industrializovanou krajinu a zaměřil se převážně na život nemajetných vrstev. Vytvořil také nástěnné malby ve dvoraně banky v Bilbau, v klubu Sociedad Bilbaina a kapli semináře v Logroñu. Věnoval se tvorbě plakátů a ilustroval knihu Alejandra de la Sota Aburta Divagaciones de un transeunte. V letech 1924 až 1927 byl ředitelem výtvarného muzea v rodném městě, po konfliktu s vedením radnice z funkce odstoupil a věnoval se pedagogické činnosti. V roce 1930 obdržel Národní malířskou cenu.
Ve španělské občanské válce stál na straně republikánů. Pobýval v Barceloně a Valencii, válečné události zpracoval v sugestivním obrazovém triptychu El éxodo, El frente a La retaguardia. Po porážce republiky emigroval do Francie a odtud odešel před postupující německou armádou do Mexika, kde se přátelil s exilovým politikem Indalecio Prieto a vyzdobil jeho rezidenci. Na podzim roku 1940 spolu s manželkou Amalií zahynuli při srážce tramvají v Coyoacánu.
Jeho mladší bratr Felix Arteta byl také malířem.

## Galerie

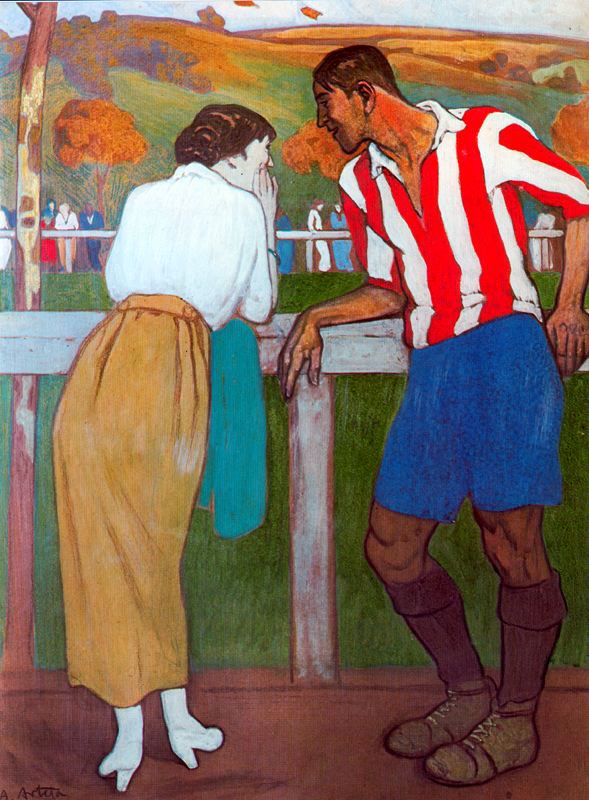
Idyla na hřišti
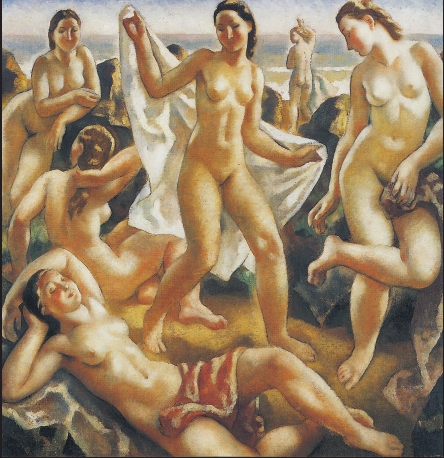
Koupající se ženy
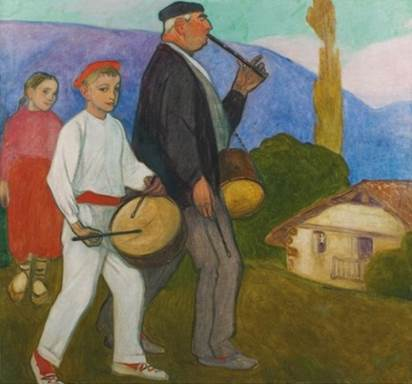
Pištec
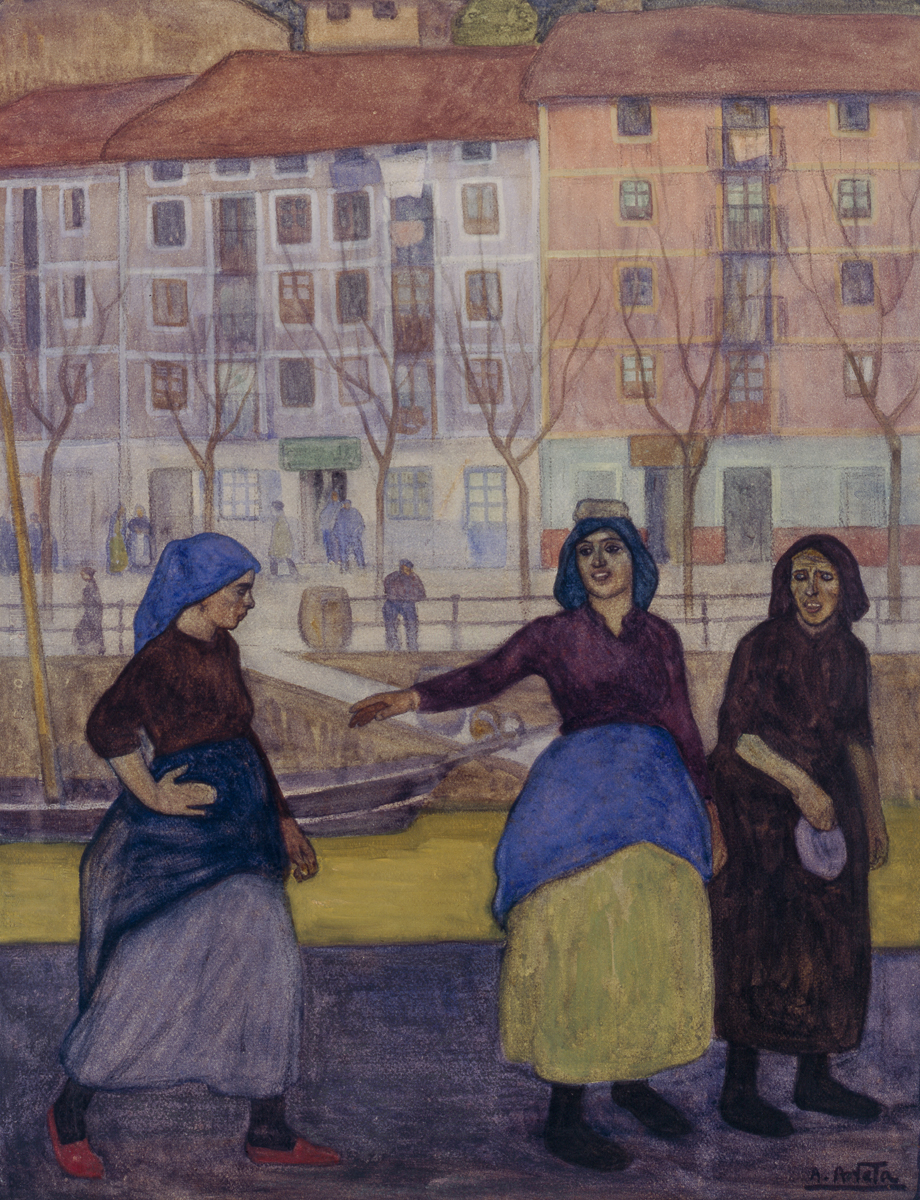
Uhlířky